# الفراشات حرة (فلم)
الفراشات حرة  (بالإنجليزية: Butterflies Are Free) هو فيلم كوميدي تم إنتاجه في الولايات المتحدة وصدر في سنة 1972.

## طاقم التمثيل
- غولدي هاون

### ترشيحات وجوائز
| السنة | الحدث          | الفئة                   | النتيجة |
| ----- | -------------- | ----------------------- | ------- |
|       | جائزة الأوسكار | أفضل ممثلة في دور مساعد | فوز     |

## وصلات خارجية
- مقالات تستعمل روابط فنية بلا صلة مع ويكي بيانات